# らくらく号

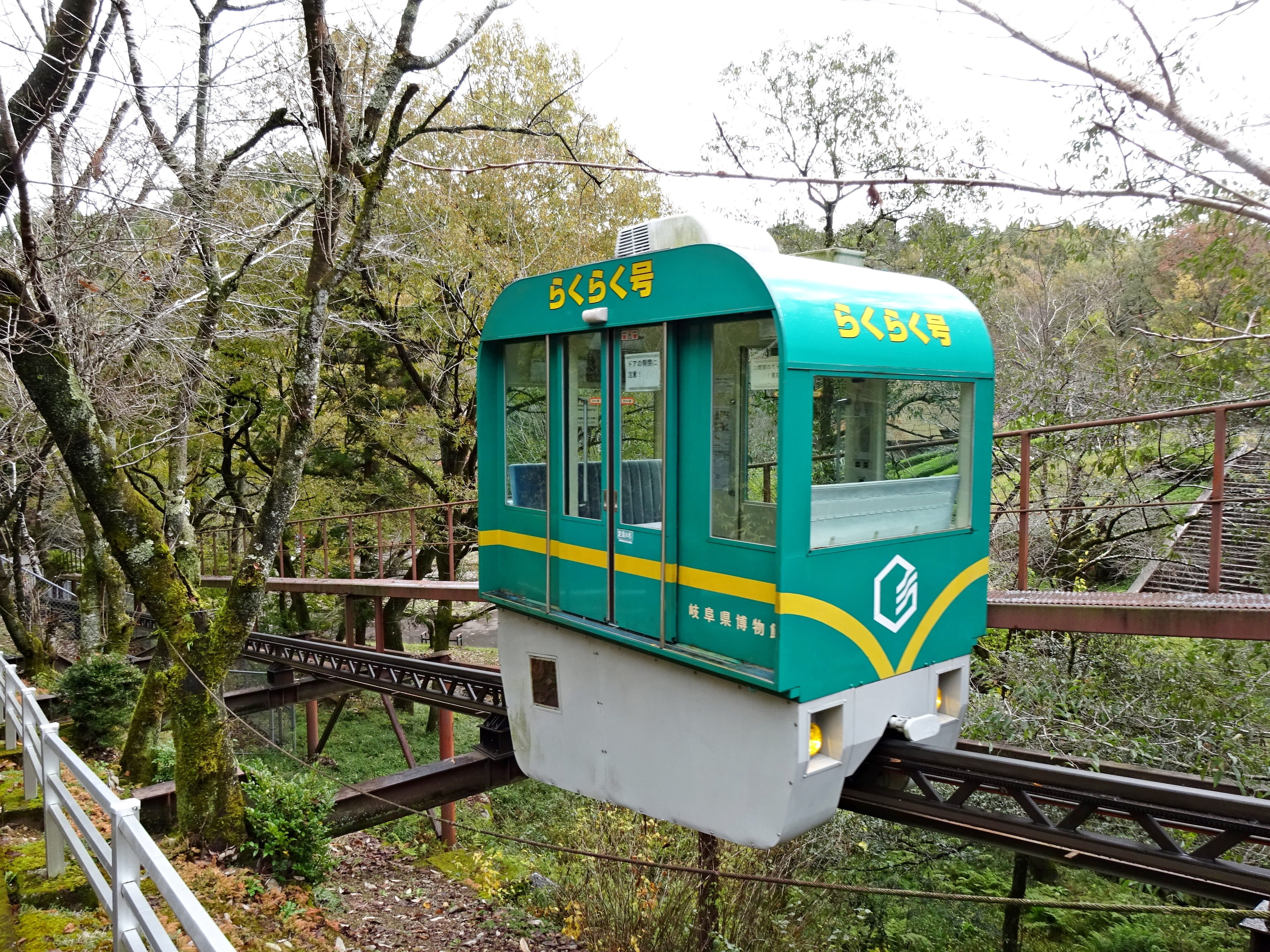
岐阜県博物館のスロープカー「らくらく号」

らくらく号（らくらくごう）は、岐阜県関市の岐阜県博物館（百年公園内）にあるスロープカーの愛称。モノレールの一種だが、法律上の鉄道ではない。

## 概要
岐阜県博物館の玄関の手前には、傾斜約25度、長さ90mの急坂があり、高齢者や身体障害者にとっては大きな障害となっていた。そのため、スロープカーを設置し、高齢者や身体障害者にも安全に来館できるようにした。
スロープカー・斜面走行モノレール専業メーカーの株式会社嘉穂製作所（本社：福岡県飯塚市大分567番地）が製作した。「スロープカー」は同社の登録商標である。

## 沿革
- 2002年（平成14年）3月：開業。
- 2003年（平成15年）2月6日：愛称が「らくらく号」に決定する。

## 路線データ
- 全長 : 87m
- 高低差 : 13m
- 最急勾配 : 24度
- 定員 : 8人
- 運転時分 : 約1分

## 運転方法
利用者のボタン操作により自動的に作動し、目的地で停止するようになっており、運転士はいない。
1. 乗る際は呼び出しボタンを押し、らくらく号が来るのを待つ。
2. 到着すると自動的に扉が開く。乗車したら閉ボタンで扉を閉める。
3. 車内のスタートボタンを押し、出発する。
4. 到着すると、自動で扉が開き、降車する。